# Поросинець голий
Поросинець голий (Hypochaeris glabra) — вид рослин із родини айстрових (Asteraceae).

## Біоморфологічна характеристика
Це однорічна/багаторічна тонка, зі стрижневим коренем, рослина заввишки до 4 дм. Стебла висхідні чи прямовисні, прості чи розгалужені у верхній половині, зелені, голі, трохи потовщені під квітковими головами. Листки всі прикореневі, голі чи війчасті, довгасті, послаблені біля основи, звивисті чи (рідко) перисті з гострими частками. Квітконіжки голі. Квіткові голови досить малі. Обгортки голі (рідко з кількома волосками на середній жилці листочків), 13–18 × 3–14 мм. Квітки жовті, (5)10–15 мм завдовжки (трубки і язички приблизно рівні), приблизно такої ж довжини, як внутрішні листочки обгортки. Внутрішні плоди з дзьобом (3)6–8(12) мм завдовжки, зовнішні без дзьоба, 3–4 мм завдовжки. Папус 8–12 мм, сформований кількома рядами волосків, крайні в основному шорсткі, внутрішні пір'ясті. 2n=10. Квітне у лютому — вересні (залежно від місця зростання).

## Середовище проживання
Зростає у Європі (Данія, Велика Британія, Ірландія, Норвегія, Швеція, Австрія, Бельгія, Швейцарія, Німеччина, Нідерланди, Люксембург, Польща, Білорусь, Чехія, Словаччина, Україна, Албанія, Болгарія, Греція (у т. ч. Крит), Італія (у т. ч. Сардинія, Сицилія), Хорватія, Македонія, Чорногорія, Румунія, Сербія і Косово, Словенія, Іспанія (у т. ч. Балеарські острови), Гібралтар, Франція (у т. ч. Корсика), Монако, Португалія, Росія, євр. Туреччина), Північній Африці (Алжир, Лівія, Марокко, Туніс, Канарські острови, Острови Мадейра), Західній Азії (Кіпр, Ізраїль, Ліван, Сирія, Туреччина); рослина інтродукована до Японії, Індії, Австралії, ПАР, Південної Америки, Північної Америки.
Населяє вересовища, скелі, поля та піщані місця, сухі луки, переважно на кислих ґрунтах.
В Україні вид росте на піщаних місцях — на Закарпатті.

## Використання
Молоде листя (дещо гірке) є їстівним — сире чи приготовлене. Корінь має снодійний, сечогінний і загальнозміцнювальний ефект; листя має в'яжучий ефект. 

## Галерея

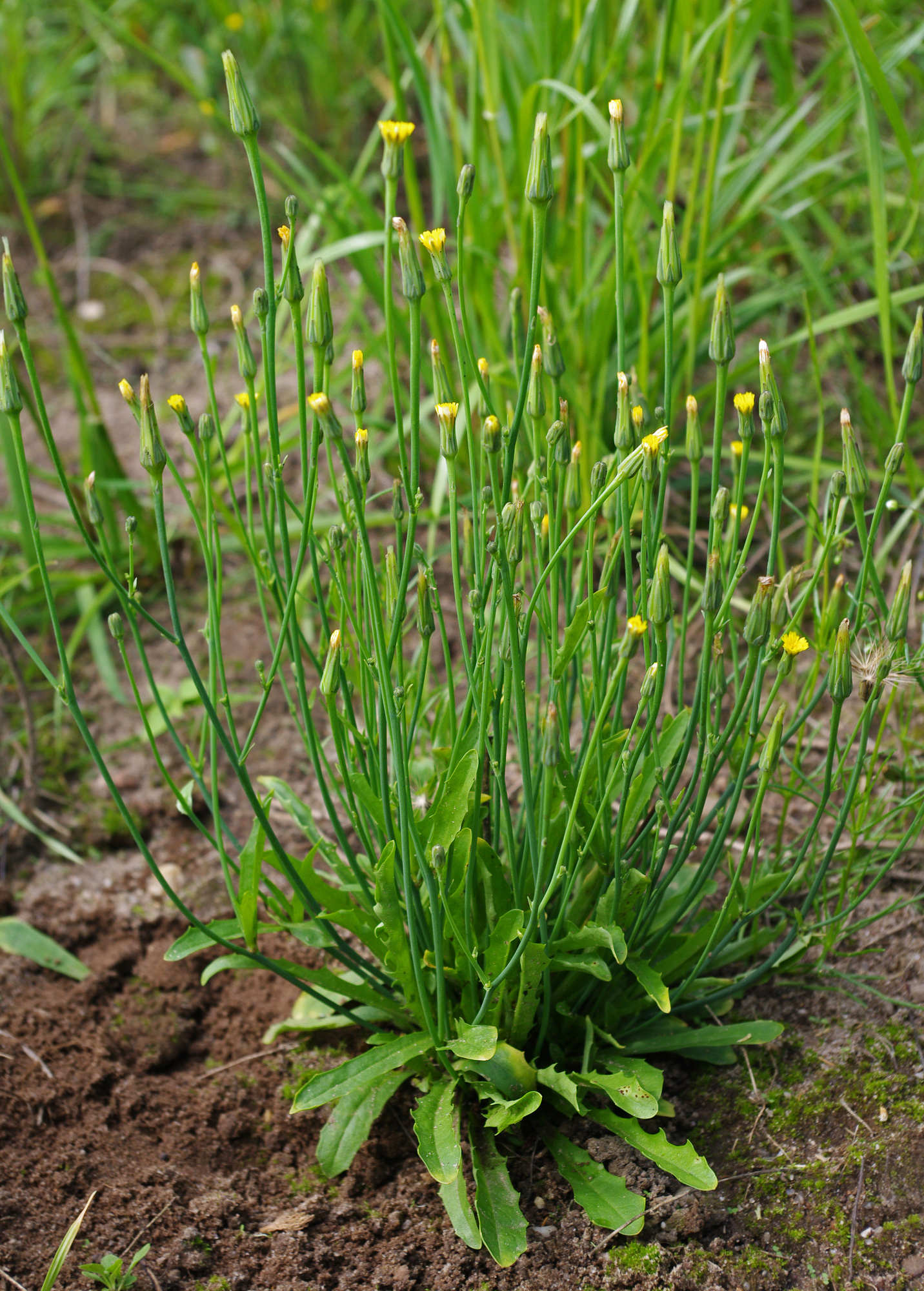
загальний вигляд
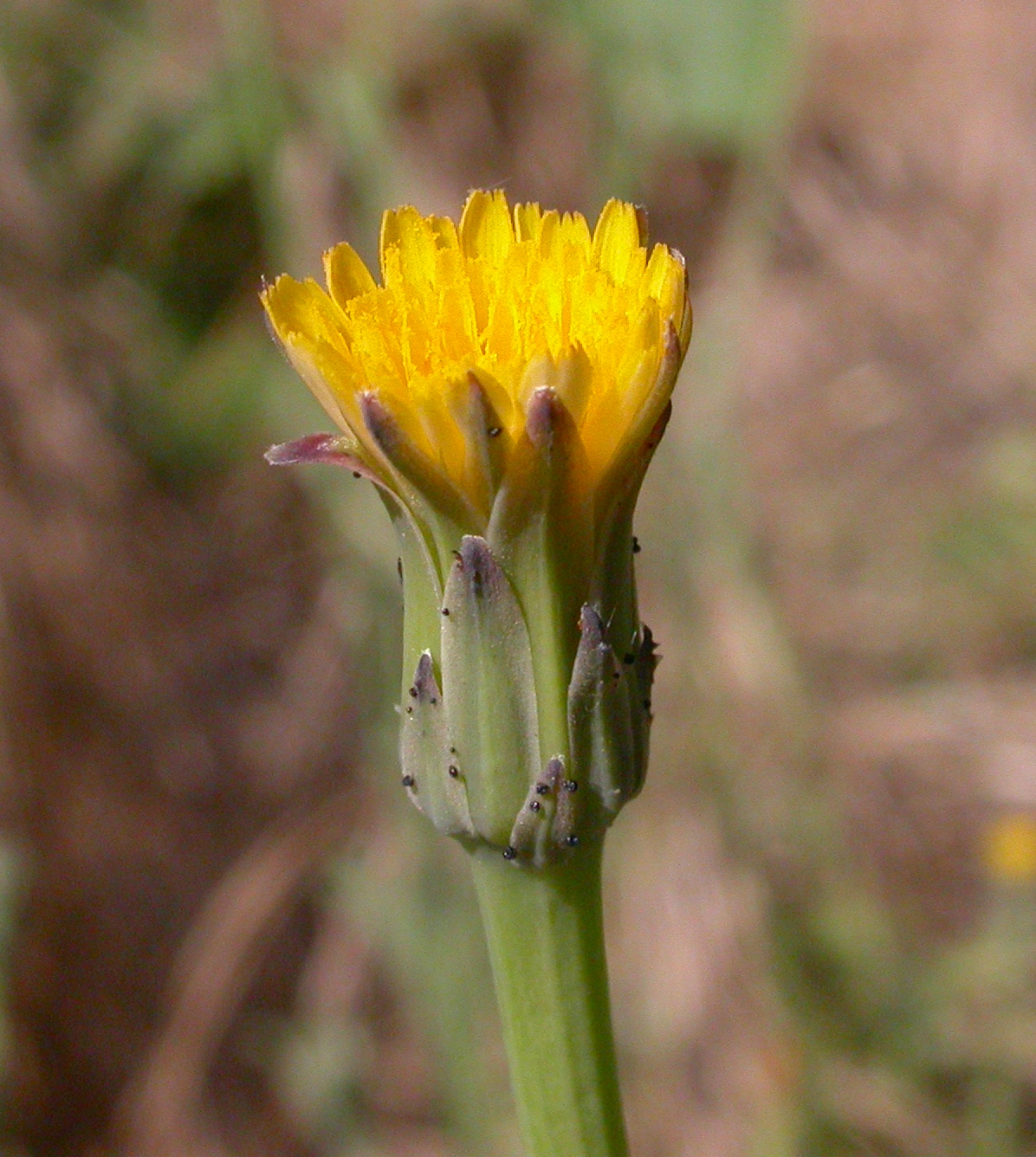
кошик
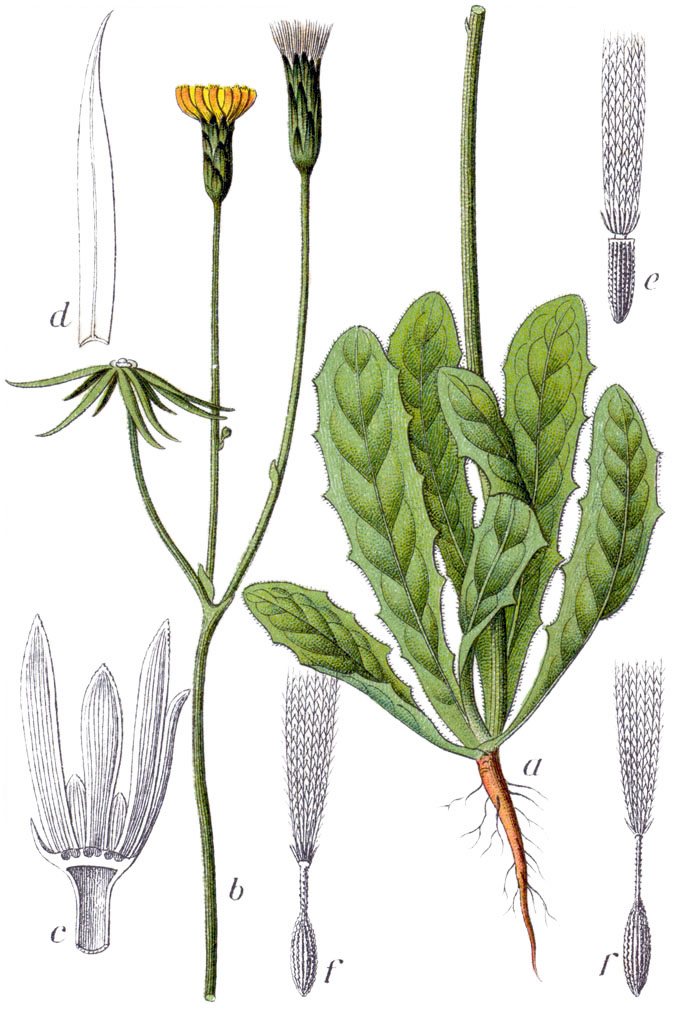
ілюстрація